# (73335) 2002 JN110
(73335) 2002 JN110 – planetoida z pasa głównego asteroid okrążająca Słońce w ciągu 4,32 lat w średniej odległości 2,65 j.a. Odkryta 11 maja 2002 roku.